# روسلان ایسرائلیان

روسلان ادواردی ایسرائلیان (ارمنی: Ռուսլան Էդուարդի Իսրայելյան؛ زادهٔ ۱۹ اکتبر ۱۹۶۱) یک اقتصاددان، سیاستمدار و جنگجوی آزادی اهل جمهوری آرتساخ است که از تاریخ ۲۰۱۵ تا تاریخ سمت نمایندگی دوره‌های پنجم و  ششم مجلس ملی جمهوری آرتساخ را برعهده داشت.

## زندگی‌نامه
در ۱۹ اکتبر ۱۹۶۱ در روستای برداشن به دنیا آمد و از دانشگاه دولتی اقتصاد ارمنستان (۱۹۸۸) فارغ‌التحصیل شد. وی برنده جوایزی همچنین نشان مسروپ ماشتوتس مقدس، روبان مدال مارشال باقرامیان، نشان صلیب رزمی درجه یک جمهوری آرتساخ (۱۹۹۹)، نشان مسروپ ماشتوتس (جمهوری آرتساخ) (۲۰۱۸)، مدال شجاعت (جمهوری آرتساخ)، مدال آزادی‌سازی شوشی و مدال شده است.

## یادداشت
1. ↑  «Մայրական երախտագիտություն Արցախի քաջորդիներին» մեդալ

## نگارخانه

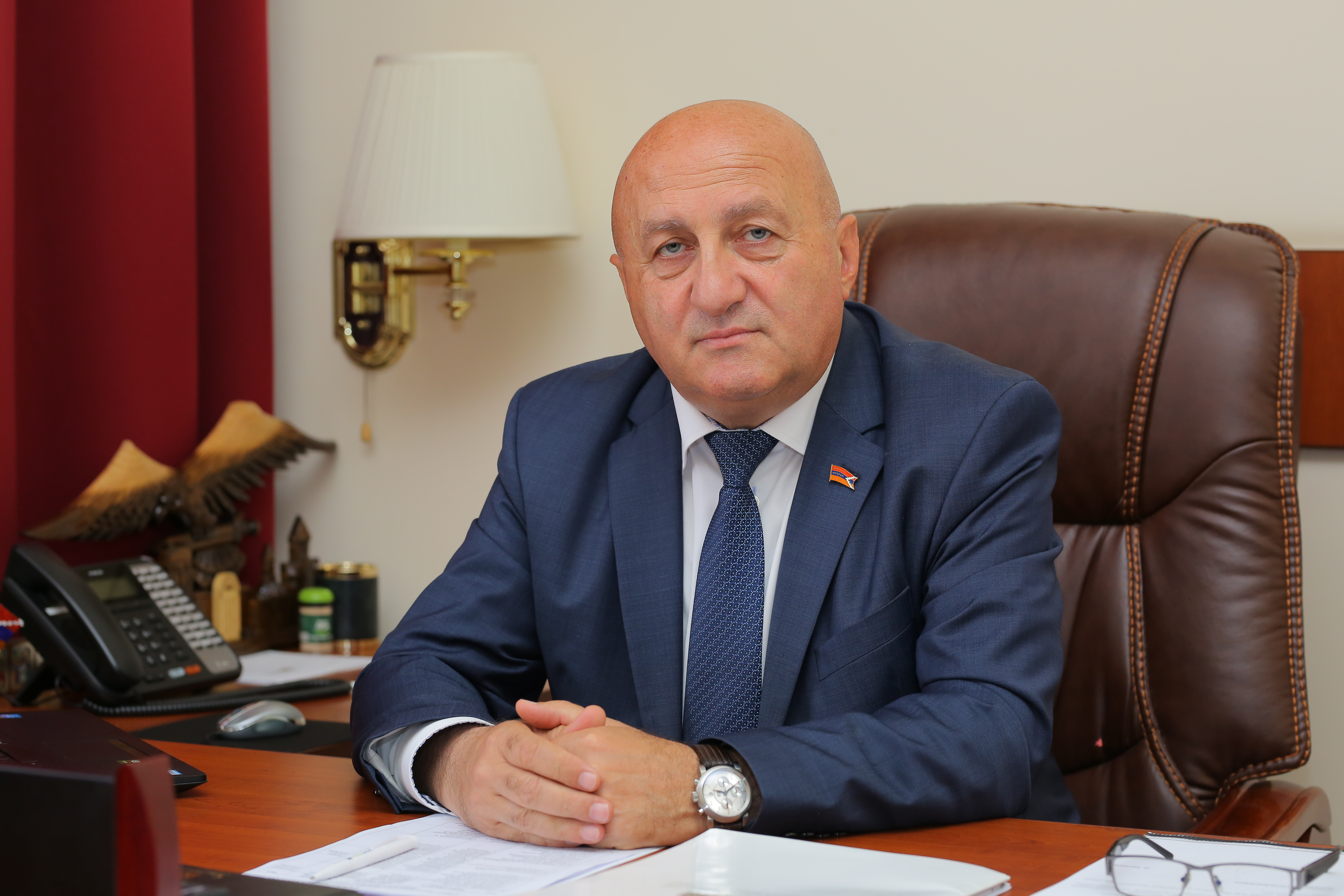